# Compagnie de navigation mixte
La Compagnie de navigation mixte est une ancienne compagnie maritime française active de 1850 à 1981, dont l'histoire est liée aux colonies françaises en Afrique du Nord. Après 1969, elle est transformée en un conglomérat financier diversifié. Elle est absorbée par Paribas en 1996. 

## Historique
Louis Arnaud, agent maritime à Marseille, et les frères Touache, des banquiers lyonnais, fondent en décembre 1850 la Société Louis Arnaud, Touache Frères et compagnie, société en commandite dont l'objet de « contribuer au développement des relations entre la Métropole et la Colonie, de les rapprocher l'une et l'autre […] en réduisant autant que possible la durée des traversées ».
La société lance son premier navire en février 1852, le Du Tremblay, un vapeur à hélice pouvant transporter 50 passagers et 350 tonnes de fret, qui est affecté à la ligne Marseille - Alger.
Elle prend le nom de Compagnie de navigation mixte en 1855, reflétant ainsi la volonté de la compagnie de s'orienter sur l'exploitation de navires à propulsion mixte (voile et vapeur).
En 1855, la société assure un service régulier de douze voyages par mois (4 sur Alger, 3 sur Oran, 3 sur Philippeville, 1 sur Bône et 1 sur Tunis).
En 1858, elle devient une société anonyme par actions.
En 1888, elle est renommée compagnie de navigation mixte (compagnie Touache).

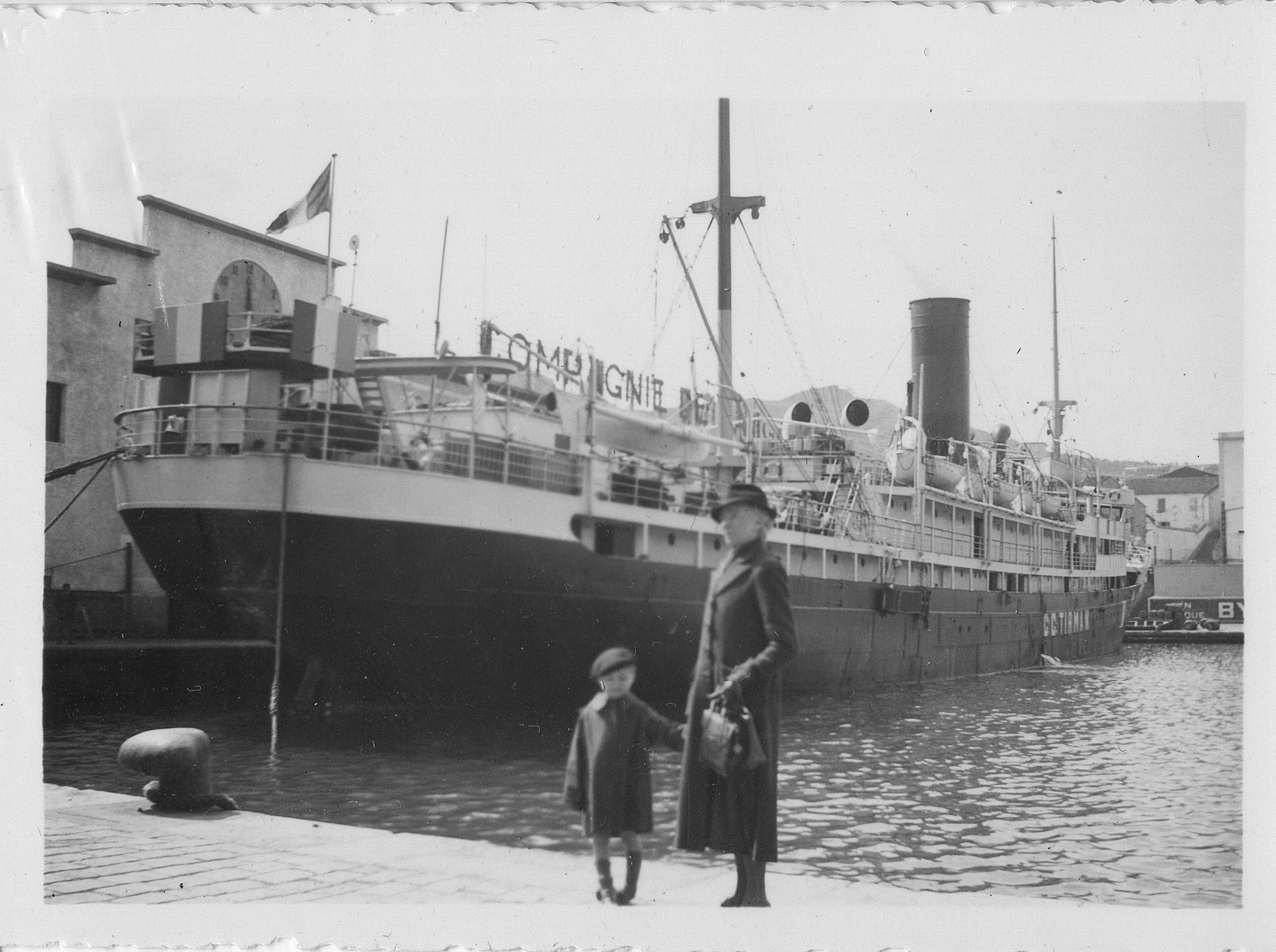
Le Consul Général Tirmant à la gare de Port Vendres, 1941.

En 1911 son paquebot Émir fit naufrage dans le détroit de Gibraltar (86 noyés).
En 1929, la CNM inaugure une gare maritime  à Port-Vendres en partenariat avec la Compagnie du Midi.
La compagnie subit de lourdes pertes pendant la Seconde Guerre mondiale : en 1945, il ne lui reste que 3 navires sur 15 en 1939 et sa base de Port-Vendres est lourdement endommagée.
La guerre d'Algérie et l'accession à l'indépendance en 1962 enlèvent une importante partie du chiffre d'affaires de la compagnie.
En 1967, le capital de la compagnie appartient à la société d'assurances La Fortune. 
En 1969, elle s'associe à la Compagnie générale transatlantique pour créer la Compagnie générale transméditerranéenne à qui elle cède l'ensemble de sa flotte.
Le 12 mai 1969, La Fortune nomme Marc Fournier PDG. Dans les années suivantes, il transforme la compagnie de navigation mixte en un conglomérat financier diversifié après plusieurs opérations financières (fusions-absorptions et augmentations de capital). Les prises de participations se concentrent dans les secteurs d'activités suivantes : immeubles et terrains, transports, tourisme (hôtellerie et agences de voyages), banques et assurances, agroalimentaire (Huiles Lesieur de 1972 à 1977),,.
La compagnie cesse ses activités maritimes en 1981 avec la vente des deux porte-conteneurs, le Pagnol et le Raimu, qu'elle possédait encore.
Le 29 octobre 1989, la banque Paribas lance une OPA qui échoue.
En 1995, Paribas allié à Allianz et au groupe Jean-Marc Vernes prend le pouvoir lui permettant l'année suivante de lancer une nouvelle OPA qui lui permet d'absorber la Compagnie de navigation mixte,,.

## Notes et références

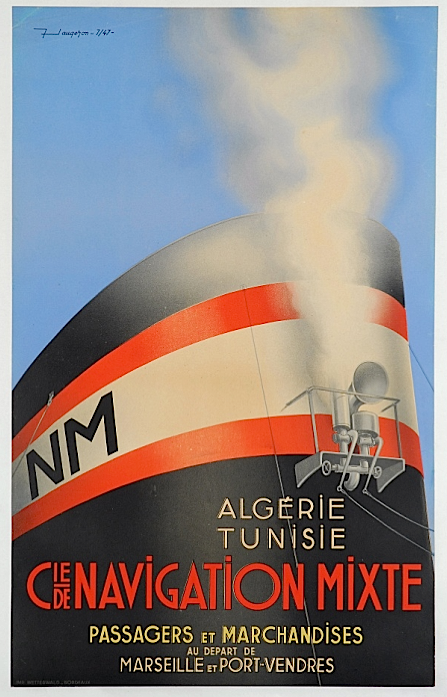